# Ophiura quadrispina
Ophiura quadrispina är en ormstjärneart som beskrevs av Hubert Lyman Clark 1911. Ophiura quadrispina ingår i släktet Ophiura och familjen fransormstjärnor. Inga underarter finns listade i Catalogue of Life.